# Vessel (torn)

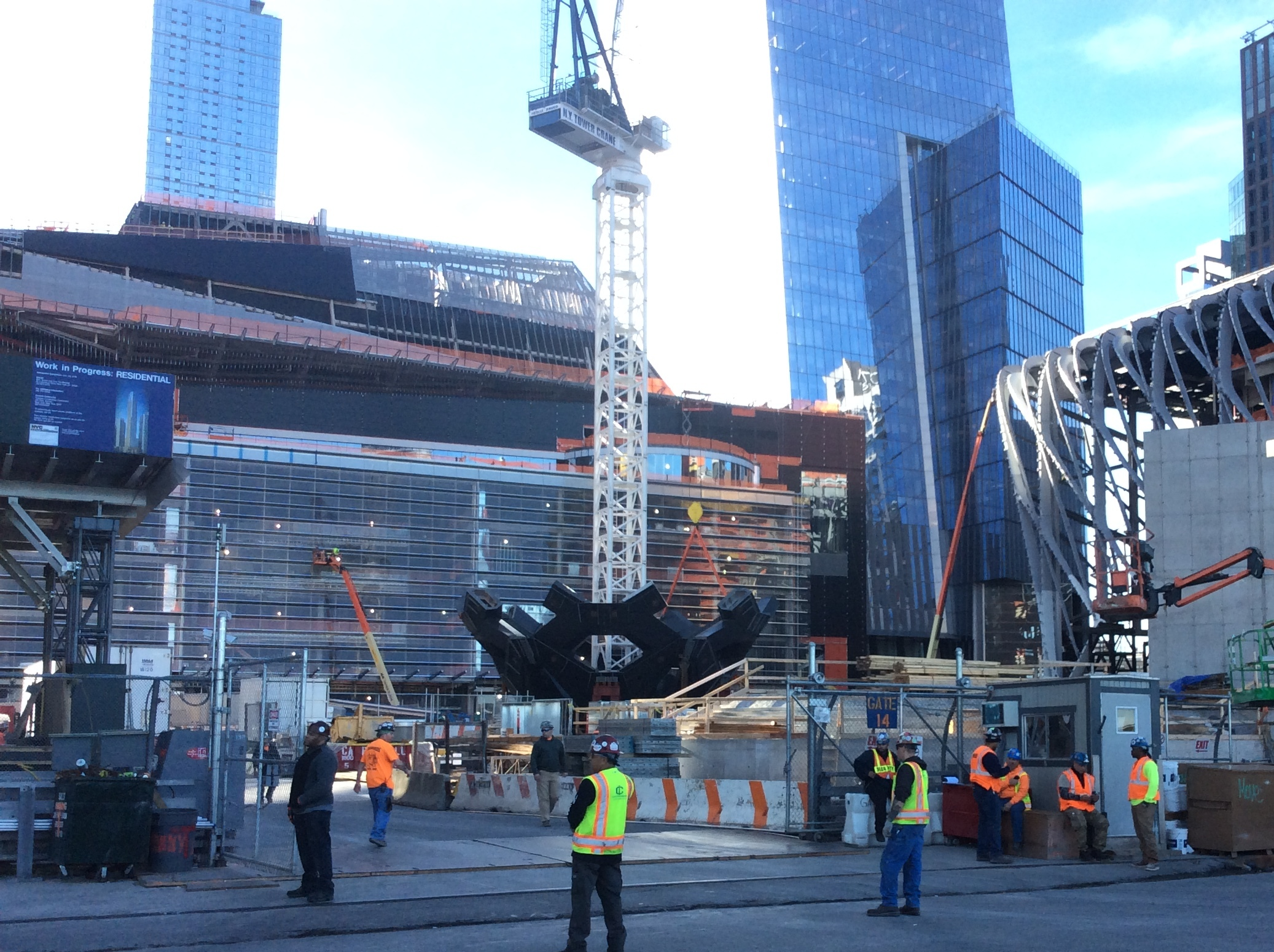
Påbörjande av montering, maj 2017

Vessel, eller Hudson Yards Staircase, är ett skulpturliknande trapptorn som ligger inom byggnadskomplexet Hudson Yards på Manhattan i New York, New York i USA. Det började byggas i april 2017 och invigdes i mars 2019.

## Beskrivning
Den intrikata bivaxkakemönstrade byggnadsstrukturen är 16 våningar hög och består av 154 trappor med sammanlagt 2 500 trappsteg och 80 trappavsatser. Den är avsedd att beträdas av allmänheten utan annat syfte än att gå i den och se på utsikten från trappavsatserna. Den sammantagna längden av vandringen från gatunivån till toppen är omkring 1,6 kilometer. Den kan rymma upp till ett tusen personer.
Vessel vidgas successivt, från 15 meter i diameter på gatunivå till 46 meter i diameter högst upp.
Vessel är formgiven av Thomas Heatherwick och är centralpunkt på det två hektar stora Hudson Yard Plaza. Idén med trappor av detta slag är inspirerad av trappor i Indien, särskilt trappbrunnen Chand Baori i Rajastan från 700-talet, vilken har 3 500 trappsteg i 13 våningar.
Tornet är tillverkat i polerat guldrosabruneloxerat stål i moduler av det italienska stålföretaget Cimolai i Monfalcone i Italien.